# Enrique de Besmedin
Enrique de Besmedin o Enrique de Gibelet (en francés: Henri o Henry, fallecido el 9 de septiembre de 1310 en Nicosia) fue señor de Besmedin en el Condado de Trípoli.
Fue el hijo de Raimundo de Gibelet, señor de Besmedin, y de su segundo matrimonio con Alix de Soudin. A la muerte de su padre ascendió como señor de Besmedin.
Se casó con Margarita de Morf, hija de Balduino de Morf, señor de Cueillies. Con ella tuvo dos hijos:
- Juan (fallecido alrededor de 1315), se casó con Margarita de Le Plessis, hija de Jean d'Amiens, llamado de du Plessis, y de María de Trípoli;
- María.

Después de la caída de Trípoli ante los mamelucos, en 1289, Enrique huyó a Chipre. Fue asesinado en 1310 en Nicosia y enterrado en el monasterio local de San Francisco.